# Jeanne d'Arc (R97)
 For alternative betydninger, se Jeanne d'Arc (flertydig). (Se også artikler, som begynder med Jeanne d'Arc)
Jeanne d'Arc (R97) er en helikopterkrydser i Marine Nationale. Skibet er det tredje skib i flåden navngivet efter den franske heltinde og helgen, som slog en engelsk invasion under hundredeårskrigen tilbage. I fredstid benytter man Jeanne d'Arc som skoleskib for officersaspiranter, men i tilfælde af en krise skal skibet konverteres til en fuldt operativ helikopterkrydser. Man er dog begyndt at se bort fra denne tanke på grund af moderne helikopteres større størrelse og vægt. Jeanne d'Arc løb af stabelen og blev døbt La Résolue, da skibets forgænger, den franske krydser Jeanne d'Arc fra 1930, stadig var i tjeneste. Skibet fik sit nuværende navn i forbindelse med at det indgik i flåden, 16. juli 1964. Skal efter planen udfases i 2010 eller 2011.

## Operative hændelser
Den 11. april 2008 blev besætningen og gæsterne på krydstogsskibet Le Ponant, som blev holdt som gidsler af somaliske pirater fra Puntland befriet blandt andet ved hjælp fra en helikopter fra Jeanne d'Arc.
9. december 2008 tog Jeanne d'Arc på sit næstsidste kadettogt som varede til 5. maj 2009. Togtet førte skibet over Middelhavet til den anatoliske kyst hvor skibet deltog i både Operation Enduring Freedom og Operation Atalanta.
Den 2. december 2009 begyndte skibet sit 45. og sidste kadettogt ledsaget af fregatten Courbet (La Fayette-klassen). Rejsen følger den vestafrikanske kyst og fortsætter over atlanterhavet til Sydamerika rundt om Kap Horn og nordpå. Herfra sejler man til Panamakanalen og efter et besøg i Nordamerika går det tilbage over Atlanten til Brest.

## Fremtid
Efter sit sidste kadettogt som slutter i Brest den 27. maj 2010, blev skibet afrigget og strøg kommandoen den 10. september 2010. Man har endnu ikke besluttet om der skal findes en afløser til rollen som skoleskib eller om man vil sprede kadetterne ud på flådens andre skibe, meget tyder dog på at det er den sidste løsning der bliver gennemført.